# Murina guilleni
Murina guilleni — вид кажана-веспера, що мешкає в лісах на півдні Таїланду та на Нікобарських островах.

## Таксономія та систематика
Murina guilleni була описана як новий вид у 2013 році. Його опис став результатом таксономічного поділу Murina cyclotis. Голотип був зібраний у 2010 році П. Сойсуком на греблі Раджапрабха в провінції Сурат Тані в Таїланді. Епонімом виду guilleni є Антоніо Гільєн-Сервент, який у 1997 році першим зібрав цей вид.
Існує два підвиди: номінальний підвид Murina guilleni guilleni, який мешкає в Таїланді, та M. g. nicobarensis, який мешкає на Нікобарських островах.

## Опис
Murina guilleni вважається представником роду Murina середнього розміру. Довжина його передпліччя коливається від 31,9 до 35,9 мм, із середньою довжиною 34,0 мм. Хутро на спині двоколірне: коріння окремих волосків сіре, а кінчики оранжевато-коричневі. Хутро на животі темно-сіре, з волосками навколо горла та грудей з помаранчевим відтінком.
Murina guilleni використовує ехолокацію, щоб знайти свою комаху-здобич. На основі записів двох самців, частота максимальної енергії становить від 120,1 до 155,7 кГц. Початкова частота сигналів коливається від 175,0 до 184,0 кГц, а кінцева частота становить 53,0–63,0 кГц.